# オキコ
オキコ株式会社は、沖縄県中頭郡西原町に本社を置く製パン会社である。麺類などの製造販売も行っている。敷島製パンと技術提携しており、同社製品(「Pasco」ブランド)のOEM(受託製造)も行う。社名は前身の「沖縄興業」の略称(沖興=オキコ)から。製パン事業者としては県内最大手の企業である。

## 沿革
- 1947年 - 豊見城村（現豊見城市）に、同社の前身となる沖縄興業株式会社を設立。当時は赤瓦、カメ煉瓦の製造、販売事業を行っていた。
- 1953年 - 那覇市に製菓工場を開設。製菓事業を開始。瓦製造業からの事業転換。
- 1954年 - 製麺工場を開設。オキコそば、そーめんの製造販売事業を開始。
- 1960年 - オキコ株式会社に商号変更。
- 1966年 - 浦添村（現浦添市）に市乳工場を開設。、オキコ牛乳の製造販売事業を開始。
- 1969年 - 明治乳業との共同出資で沖縄明治乳業株式会社を設立。市乳事業を同社に引き継ぐ。
- 1972年 - 西原村（現西原町）に製パン工場を開設。パン類の製造販売事業を開始。
- 1973年 - オキコ商事株式会社を設立し、製菓事業を同社に引き継ぐ。
- 1974年 - オーブンフレッシュベーカリーとして株式会社メルヘンを設立。
- 1983年 - 生麺、茹で麺工場を開設。麺類の製造販売事業を開始。
- 1985年 - 餅、和菓子工場を開設。和生菓子の製造販売事業を開始。
- 1986年 - オキコ商事株式会社、株式会社メルヘンを、オキコ株式会社に吸収合併。
- 1987年 - 株式会社洋菓子のトレビアンの営業権を譲受。
- 1988年 - フリーゾーン（自由貿易地域）に菓子工場を開設。
- 1992年 - フリーゾーンから撤退。
- 1994年 - サンドウィッチ、調理麺工場を開設。サンドウィッチ、調理麺の製造販売事業を開始。
- 2005年 - ISO9001-HACCPの認証を取得。
- 2006年 - 食パンライン自動化。
- 2017年 - IS022000認証取得。

## 製品
- チョコもち
- うるま御膳
- オキコラーメン - 4個入りのミニラーメン。栃木県足利市の新栄食品株式会社にて受託生産。
- ゼブラパン
- うず巻パン[4]
- ジャーマンスィート
- 黒糖メロンパン[5]
- 紅いもパンケーキ[6]
- 超熟 - 敷島製パン（名古屋市）「Pasco」ブランドのOEM（事実上のエリアフランチャイズ。通販サイトへのリンクあり）
- その他に、神戸市に本部を置くスイス菓子エーデルワイスのフランチャイズである「エーデルワイス沖縄」を関連会社として運営

## 協賛事業
本土復帰直前の1970年から1971年にかけて、琉球放送のテレビ番組『オキコワンワンチャンネル』『100万人の大合戦』（公開収録による児童歌合戦）へ沖縄明治乳業とともに協賛。出場者には、両社の製品（ラーメンやチョコレートなど）が進呈されていた。ちなみに、いずれの番組でも、歌手デビュー前の南沙織が本名の「内間明美」名義でアシスタントを務めている。